# Fergania polyantha
Fergania polyantha är en växtart som är ensam art i släktet Fergania i familjen flockblommiga växter.
Arten är en perenn ört som förekommer i Centralasien. Den beskrevs först som Ferula polyantha av Jevgenij Korovin 1947, och fick sitt nu gällande namn av Michail Pimenov 1982.